# Batalla de Cesis
La batalla de Cēsis (letó: Cēsu kaujas ; estonià: Võnnu lahing , Batalla de Võnnu; alemany: Schlacht von Wenden , Batalla de Wenden), lliurada prop de Cēsis (Wenden) el juny de 1919, va ser una batalla decisiva en la Guerra d'Independència d'Estònia i la Guerra d'Independència de Letònia. Després de durs combats, una força estònia que es movia des del nord, complementada per unitats letones, va repel·lir els atacs alemanys del Bàltic i va fer un contraatac total.

## Antecedents
Letònia havia declarat la independència el 1918, però no va poder aturar l'avanç de l’Exèrcit Roig, provocant la pèrdua de Riga. El VI Cos de Reserva alemany va aturar l'avanç dels Fusellers Rojos Letons. El Cos de Reserva al comandament del general Rüdiger von der Goltz estava format per la Baltische Landeswehr, la Divisió de Ferro Freikorps i la Divisió de Reserva de la Guàrdia. Els voluntaris letons lleials al govern provisional també van ser posats sota el comandament de la Baltische Landeswehr. El 16 d'abril de 1919, el govern letó de Kārlis Ulmanis va ser derrocat pels alemanys, que van instal·lar un govern provisional alemany titella de Letònia encapçalat per Andrievs Niedra. Tanmateix, la Brigada letona dirigida per Jānis Balodis va romandre passivament sota el comandament alemany.
Després de recuperar Riga de l'Exèrcit Roig, el VI Cos de Reserva va continuar el seu avanç cap al nord. Al mateix temps, la 3a Divisió d'Estònia, després d'haver empès els soviètics fora del sud d'Estònia, avançava cap a Letònia des del nord. Estònia va continuar reconeixent el govern d'Ulmanis, i cap de les parts estava disposada a fer marxa enrere. El 5 de juny va començar la lluita, amb la Landeswehr capturant Cēsis l'endemà. El 10 de juny amb la mediació dels Aliats es va declarar un alto el foc, però les converses van fracassar i el 19 de juny es van reprendre els combats.

## Batalla

Control militar a Letònia el 22 de juny de 1919

El 19 de juny, la lluita es va reprendre amb un atac de la Divisió de Ferro a les posicions d'Estònia prop de Limbaži. En aquell moment, la 3a Divisió d'Estònia, inclòs el 2n Regiment de Cēsis letó al comandament del coronel Krišjānis Berķis, tenia 5.990 infants i 125 de cavalleria. Les forces pro-alemanyes tenien entre 5.500 i 6.300 infants, 500–600 de cavalleria i un fort avantatge en canons, metralladores i morters. Les forces alemanyes van aconseguir cert èxit al voltant de Limbaži, però aviat van ser rebutjades. L'atac principal de la Landeswehr va començar el 21 de juny, trencant les posicions del 2n regiment de Cēsis letó al  Riu Rauna. La situació esdevingué crítica per a la 3a Divisió d'Estònia, però l'assalt alemany va ser aturat per tres trens blindats d'Estònia i el Batalló Partisà Kuperjanov
La Landeswehr va continuar atacant a diverses parts del front, i més forces estonianes es van unir a la batalla. Després d'aturar els darrers atacs alemanys, les forces estonies van iniciar un contraatac complet el 23 de juny que va resultar en la reconquesta de Cēsis. Les unitats alemanyes van iniciar una retirada general cap a Riga.

## Conseqüències
La batalla de Cēsis va ser una victòria decisiva per a Estònia contra les forces proalemanyes. La 3a Divisió d'Estònia va continuar el seu avanç cap a Riga. El 3 de juliol, les forces estonianes es trobaven als afores de la ciutat. Estònia, Letònia i el govern provisional pro-alemany de Letònia van signar l'alto el foc de Strazdumuiža a petició de l’Entente. L'armistici va restablir el govern d'Ulmanis a Riga. Les forces alemanyes van rebre l'ordre d'abandonar Letònia, la Landeswehr bàltico-alemanya va ser posada al comandament del govern letó i enviada a lluitar contra l'Exèrcit Roig. Tanmateix, per eludir les ordres de l'Entente, molts soldats alemanys en comptes de marxar, van ser incorporats a l’Exèrcit de Voluntaris de Rússia Occidental. Els combats a Letònia i Lituània es van reiniciar a l'octubre i van continuar fins al desembre de 1919.
Estònia celebra l'aniversari de la batalla com el Dia de la Victòria, festa nacional. Els esdeveniments anuals comuns de commemoració de la batalla se celebren el 22 de juny (Dia de la Victòria de Letònia, letó: Latvijas Uzvaras diena) al Monument a la Llibertat a Cēsis, Letònia.